# Spilosoma metelkana
Spilosoma metelkana är en fjärilsart som beskrevs av Lederer 1861. Spilosoma metelkana ingår i släktet Spilosoma och familjen björnspinnare. Inga underarter finns listade i Catalogue of Life.